# Alfredo Amatucci
Alfredo Amatucci (Sorbo Serpico, 25 gennaio 1907 – 6 gennaio 1982) è stato un politico italiano.

## Biografia
Laureato in giurisprudenza, avvocato. Esponente campano della Democrazia Cristiana, venne eletto deputato nel 1948, rimanendo in carica per le prime quattro legislature della Repubblica, fino al 1968. Nel corso degli anni fu sottosegretario al Tesoro nel Governo Zoli, sottosegretario alla Presidenza del Consiglio dei ministri nel Governo Segni II e sottosegretario alla Difesa nel Governo Tambroni.
Dal 1968 al 1972 fu vicepresidente del Consiglio superiore della magistratura.
Morì il 6 gennaio 1982, poche settimane prima di compiere 75 anni.